# Argentinas damlandslag i volleyboll
Argentinas damlandslag i volleyboll (spanska: Selección femenina de voleibol de Argentina eller Las Panteras)  representerar Argentina i volleyboll på damsidan. Laget organiseras av Federación del Voleibol Argentino. Det tillhör de bästa lagen i Sydamerika, men har aldrig vunnit sydamerikanska mästerskapet, mycket på grund av Brasiliens dominans. Däremot vann de sydamerikanska spelen 2014.